# Neus Penalba i Suárez
Neus Penalba i Suárez (Tarragona, 1982) és una assagista, professora universitària i crítica literària catalana. Ha estudiat l'obra de Mercè Rodoreda.

## Trajectòria
Penalba es va llicenciar en Periodisme a la Universitat Autònoma de Barcelona i en Teoria de la Literatura i Literatura comparada a la Universitat de Barcelona. És especialista en l'obra de Mercè Rodoreda, a la qual va dedicar la seva tesi doctoral. A més, també va estudiar altres autors de la literatura catalana contemporània amb voluntat comparatista. Va ser professora a universitats franceses (Universitat Lyon 2, Universitat Jean Monnet i Universitat París 8), estatunidenques (Reed College de Portland), angleses (Universitat de Cambridge), quebequeses (Universitat de Montreal) i catalanes (Universitat Rovira i Virgili i Universitat Oberta de Catalunya).
Va irrompre al camp intel·lectual català amb la publicació del llibre Fam als ulls, ciment a la boca. Una lectura de ‘La mort i la primavera’, de Mercè Rodoreda amb el qual va guanyar el Premi Joan Fuster d'assaig d'Edicions Tres i Quatre dins els Premis Octubre del 2023. En aquest assaig, la professora tarragonina planteja una triple lectura interpretativa de la novel·la pòstuma de Rodoreda: una d’històrica, una d’antropològica i una de metafísica o espiritual. Per Penalba el llibre La mort i la primavera és al centre del projecte creador de Rodoreda.

## Obra publicada
- Fam als ulls, ciment a la boca. Una lectura de ‘La mort i la primavera’, de Mercè Rodoreda (València: Edicions Tres i Quatre, 2024)